# Linnyer Aylon
Linnyer Beatrys Ruiz Aylon (Cianorte) é uma engenheira de computação brasileira, conhecida por seu trabalho sobre Educação 5.0, Microeletrônica, Internet das Coisas (IoT), Internet dos Drones, Robótica, Inteligência Artificial, Jogos, Próteses Biônicas e redes de sensores sem fio. Foi presidente da Sociedade Brasileira de Microeletrônica (SBMicro) entre 2020 e 2024. É professora da Universidade Estadual de Maringá. Ela é fundadora e líder do Ecossistema Manna que realiza pesquisa, extensão, inovação e difusão tecnológica em Educação 5.0, Microeletrônica e Computação.

## Formação
Nasceu em Cianorte, onde seu pai foi caminhoneiro e depois advogado. Graduada em Engenharia da computação pela Pontifícia Universidade Católica do Paraná em 1993, obteve um mestrado em engenharia elétrica e informática industrial na Universidade Tecnológica Federal do Paraná em 1996, com um doutorado em ciência da computação na Universidade Federal de Minas Gerais em 2003.[carece de fontes?] Também realizou seu estágio pós-doutoral na UFMG em 2004. É bacharela em Teologia e capelã estudantil.

## Carreira
Após pesquisas de pós-doutorado e um cargo como professora adjunta na Universidade Federal de Minas Gerais, tornou-se professora na Universidade Estadual de Maringá em 2008.[carece de fontes?]
Foi eleita presidente da SBMicro em 2020, para o período 2020–2022,[carece de fontes?] tornando-se a primeira mulher a presidir a sociedade. Foi reeleita em 2022.
Linnyer Beatrys Ruiz Aylon é membro do Comitê da Área de Tecnologia da Informação - CATI do Ministério da Ciência, Tecnologia e Inovação e membro do Conselho administrativo da Softex.
A pesquisadora foi coordenadora do Comitê de Assessoramento de Microeletrônica (CA-ME) do CNPq entre 2020 e 2024 e membro do Comitê Assessor de área da Fundação Araucária (Fundação de Apoio à Pesquisa do Paraná).
Linnyer é Bolsista de Produtividade em Pesquisa 1D do CNPQ e coordenadora do Manna Team, a maior teia de pesquisa, ensino, extensão, difusão e inovação do Paraná e uma das maiores do Brasil na área de IoT, IoD, IoE, IA, jogos e robótica.
É um dos membros do Comitê Gestor do Instituto Nacional de Ciência e Tecnologia de Sistemas Nano e Microeletrônicos (INCT NAMITEC), membro do Conselho Administrativo da Evoa Aceleradora de startups, membro do Laboratório de Internacionalização CAPES/ Fulbright e membro do Conselho de Desenvolvimento Econômico de Maringá.
Atualmente, Linnyer é professora das Disciplinas de Felicidade,Inovação e Educação 5.0 na Universidade Estadual de Maringá onde foi a responsável pela criação do curso de Doutorado em Ciência da Computação e coordenou o Programa de Pós-Graduação em Ciência da Computação (2018-2020).
Linnyer é pioneira em várias áreas de pesquisa tais como: Educação 5.0, Internet dos Drones, Rede de Sensores sem Fio, entre outras. Também lidera um grande projeto de Felicidade desde 2014.
De 2004 a 2007, Linnyer foi professora da Escola de Engenharia da UFMG e em 2008 foi a responsável pela criação do curso de Mestrado na Universidade Estadual de Londrina (UEL).

## Reconhecimento
Recebeu o Prêmio Mecenas da Inovação em 2024, um reconhecimento do Governo do Estado do Paraná.
Recebeu o Prêmio Landell de Moura 2023 por sua contribuição na área de Microeletrônica.
Recebeu o Prêmio Paranaense de Ciência e Tecnologia em 2022 na categoria pesquisadora-extensionista.
Recebeu o IEEE Women in Engineering Award em 2013.
Foi homenageada pela UEM em 2018.

## Curiosidades
A cientista é casada, tem um filho e uma Kombi vermelha. Ela é conhecida como a Cientista da Kombi vermelha. A cientista já esteve em mais de 40 países.